# 民乐朝鲜族乡
民乐朝鲜族乡是中华人民共和国黑龙江省哈尔滨市五常市下辖的一个民族乡，位于市境西北部，人口共计1.2万，其中朝鲜族人口占80%。

## 行政区划
民乐朝鲜族乡下辖以下村级行政区划单位：
富胜村、民乐村、红光村、双义村、新乐村和振兴村。